# RØLØ
RØLØ, hrvatski glazbeni sastav iz Splita. Svoj žanr opisuju kao kombinaciju elektronike i indie punk rocka s predznakom "eksperimentalno".

## Povijest
Tročlani su sastav različitih glazbenih pozadina (Leut Magnetik, Lažni brkovi, Kunjad Arhimed, Beta Bombe) sa splitskom adresom. Instrumentarij benda čine bubnjevi, bas gitara, gitara i ostala elektronička pomagala. Prvi javni nastup bio je 2015. godine na manifestaciji ‘Radio na cesti’ radija KLFM. Potom su nastupali po Hrvatskoj na brojnim festivalima i manifestacijama: Indirekt Umag, Dan D – Tvornica Kulture, Brucošijada FERa, Split dani performansa, Dani nove glazbe, Split spot festival, Split Gay Pride, Silba – Environment art, Voi’s festival, Zagreb Design Week te brojnim inima. Ostvarili su odličan nastup na Tam-Tam Festivalu na Hvaru 2019. godine.
2016. su snimili svoj prvi album RØLØ te 2018. godine drugi album HØØP, koji su snimli u splitskom studiju Propeler pod produkcijom Jana I. Pele. Za skladbu Zva'ću te snimili su humorističan spot u prostorijama Kino kluba Split, djelo Rina Barbira. Siječnja 2019. objavili su spot za skladbu Sol i postole koji je režirala Bruna Kazinoti, a kameru i montažu djelo su Rina Barbira, koreografija je djelo Tee Sršen; u spotu je tema plesa oko motke. Iste godine bendu se pridužio novi basist Joško Žižić aka. Knez tame. U novoj formaciji polako nastaju nove pjesme koje ulaze na koncertni repertoar, a 2021. bend snima svoj treći album Ponte Rosso u Propeler studiju, ponovno pod produkcijskom palicom Jana Ivelića Pele, album je objavljen u izadnju izdavačke kuće Basic & Rough. Na albumu uz Jana I. Pelu na udaraljkama, gostuje i saksofonist Gordan Tudor. Za pjesmu Elixir je snimljen i spot koji je dokaz vitalnosti korisnika ovog nadnaravnog proizvoda. Spot je snimljen u Umagu zahvaljujući talentu mladog redatelja Ivana Grgura. U spotu trče, plešu i bave se sportom članovi Doma Umirovljenika Atilio Gamboc. S istoimenog albuma Ponte Rosso za pjesmu Kaskader snimljen je one-take video spotu, za koji je redatelj Rino Barbir osvojio nagradu na 31. Danima hrvatskog filma za najbolji namjenski video. Rolova glazba i koreografska sekvenca iz spota Kaskader (Borna Jukić/Rino Barbir) postale su dio predstave Woyzeck koju je režirao Borut Šeparović, a koja je premijerno izvedena u Hrvatskom narodnom kazalištu Split u travnju 2025.Hrvatsko narodno kazalište Split – Woyzeck
Povodom desete obljetnice benda, u svibnju 2025. objavljen je novi singl Spinut s novim članom Bernardom Andrijaševićem na basu. Pjesma je posvećena svim dosadašnjim basistima benda: Dinku Vranjičiću, Marku Kušeti i Jošku Žižiću.

## Diskografija
- RØLØ 2016.
- HØØP, 2018.[8][9]
- Ponte Rosso, 2021.[10]

## Članovi
Članovi su Mišo Komenda (električna gitara), Karlo Kazinoti (bubnjevi, ritam mašina) i Joško Žižić aka. Knez tame (bas). Nekad su na bas-gitari bili Dinko Vranjičić. i Marko Kušeta.

## Vanjske poveznice
- Društvene mreže: Facebook, Bandcamp, YouTube, SoundCloud, Instagram
- Tin Đudajek: Rolo  'Neki nas optužuju da to što radimo nema poruku'  Ziher.hr, 7. ožujka 2017.
- Intervju:  'Pokušavamo popuniti praznine u životima publike.'  Sound Report, 25. lipnja 2016.